# Théodose de Tarnovo
Pour les articles homonymes, voir Théodose.
Théodose de Tarnovo est un ecclésiastique et ermite bulgare du XIVe siècle, un idéologue de l'hésychasme dans la Bulgarie médiévale et un élève de Grégoire le Sinaïte. Idéologue de l'école littéraire de Tarnovo.
En tant que chef spirituel, il a initié plusieurs conseils ecclésiastiques à Veliko Tarnovo dans les années 1350 et 1360 contre le varlaamitisme (Barlaam le Calabrais), les bogomiles et les juifs (hérésie des Judaïsants).
Son élève le plus éminent est Euthyme de Tarnovo.